# Corazones (juego de naipes)
Corazones es un juego de barajas del tipo "evasión" diseñado para cuatro jugadores, aunque la mayoría de las variantes pueden adaptarse entre tres y seis jugadores. Los primeros registros de ser jugado en  América datan de la década de 1880 y tiene muchas variantes, algunas de las cuales también se denominan "Corazones", especialmente los juegos de Black Lady y Black Maria. El juego pertenece al grupo de los juegos de baza del Whist (que también incluye el Bridge y las Spades), pero es inusual entre las variantes del Whist en el sentido de que es un juego de evasión de bazas; los jugadores evitan ganar ciertas cartas de penalización en las bazas, normalmente evitando ganar bazas por completo. El juego original de Corazones sigue vigente, pero ha sido superado en popularidad por la Black Lady en Estados Unidos y Black Maria en Gran Bretaña.

## Historia
El juego de Corazones se originó probablemente con el Reversis, que se popularizó hacia 1750 en España. En este juego, se concedía un punto de penalización por cada baza ganada, además de puntos adicionales por tomar la J♥ o la Q♥ en las bazas. Un juego similar llamado "Cuatro Jotas" se centraba en evitar cualquier baza que contuviera una Jota, que valían un punto de penalización, y la J♠ valía dos.
El juego de Corazones surgió en Estados Unidos durante la década de 1880. The Standard Hoyle de 1887 informaba de que sólo se había jugado allí durante "los últimos cinco años" y era "probablemente de origen alemán". Describía Corazones como "un juego de lo más agradable, muy provocador de risas". Se jugaba sin triunfo y con bazas para cuatro jugadores, utilizando una baraja completa, con el objetivo de evitar llevarse ningún corazón en las bazas. El formato básico ha cambiado poco desde entonces. Se mencionaron dos variantes de puntuación bajo el nombre de "juego de corazones doble" o "juego de corazones águila". La primera fue la precursora de Spot Hearts, en la que las cartas del palo de corazones costaban lo siguiente en fichas: As 14, Rey 13, Reina 12, Jota 11 y las demás cartas su valor nominal. El segundo esquema de puntuación era: As 5, Rey 4, Reina 3, Jota 2 y las demás cartas una ficha cada una.
En 1909, se añadió la Q♠ como carta de penalización más alta en una variante llamada "corazones de descarte", por la nueva característica de pasar las cartas no deseadas a otros jugadores después del reparto, o Black Lady, por el apodo de la Q♠. Esta nueva variante se ha convertido desde entonces en el juego estándar del grupo de Corazones en América, donde a menudo, de forma un tanto confusa, también se le llama "Corazones". Para empezar, la Black Lady no tenía la opción de "disparar a la luna"; eso vino después.
En la década de 1920, se introdujo la variante J♦ (diez puntos positivos), y algo más tarde se invirtió la puntuación para que los puntos de penalización se expresaran como positivos en lugar de negativos.
El slam se conoce como "disparar a la luna" y apareció por primera vez en Gran Bretaña en 1939 en una variante de Corazones llamada "Golpear a la luna". Hoy en día, esta característica es un elemento común de la Black Lady moderna.
Mientras tanto, en Gran Bretaña el juego de la Black Maria, con sus cartas de penalización adicionales en el palo de picas, surgió en 1939 y, tanto éste como otro derivado, "Corazones Ómnibus", son "lo suficientemente diferentes y populares como para justificar su descripción como juegos separados".
La popularidad del juego ha aumentado gracias a los sitios de juegos de Internet que, sin embargo, suelen ofrecer la variante Black Lady sin dejar de llamarlo Corazones, mientras que la mayoría de los libros mantienen la distinción entre ambos juegos. Microsoft Windows incluyó Corazones (de hecho, Black Lady) en su sistema operativo desde Windows 3.1 hasta Windows 7, convirtiéndolo en una de las primeras variantes digitales.

## Primeras reglas (1887)
Las siguientes reglas se basan en las publicadas en The Standard Hoyle de 1887.

### Preliminares
Normalmente juegan cuatro jugadores, pero pueden hacerlo de tres a seis. El objetivo es evitar llevarse ninguna carta del palo de corazón en las bazas. Se utiliza una baraja inglesa estándar de 52 cartas, clasificadas del as (carta más alta) al dos. Los jugadores sacan un número fijo de fichas, normalmente 25 o 50, que pueden tener o no valor monetario. La baraja es barajada por el repartidor, cortada por el jugador de la derecha y repartida en el sentido de las agujas del reloj, empezando por la mano más vieja, la del jugador situado a la izquierda del repartidor, hasta que cada jugador tenga trece cartas. No hay triunfo. Si las cartas están mal repartidas, se pasa la baraja a la izquierda. Si se descubren cartas en la baraja, el repartidor baraja de nuevo, la ofrece para el corte y vuelve a repartir.

### Cómo jugar
La mano más vieja lleva la primera baza. Los jugadores deben seguir el palo si pueden; de lo contrario, pueden descartarse de cualquier carta. La baza se gana con la carta más alta del palo que haya salido y el ganador de la baza pasa a la siguiente. Si un jugador revoca, pierde la baza y paga la penalización acordada en fichas.

### Puntuación
Un jugador que se lleva los 13 corazones, paga 13 fichas: cuatro a cada jugador y una a la mesa. En caso contrario, el jugador con el menor número de corazones gana y los demás le pagan en fichas el número de corazones que haya cogido. Así, si A tiene un corazón, B dos, C cuatro y D seis, A recibirá dos fichas de B, cuatro de C y seis de D, es decir, 12 en total. Si dos o más jugadores tienen el menor número de corazones, se reparten el botín, quedando el resto sobre la mesa para la siguiente ronda. Así, si A y B tienen dos corazones, C tiene tres y D tiene seis, C paga tres fichas, D paga seis y A y B reclaman cuatro cada uno, dejando la ficha restante sobre la mesa. Un jugador que revoca para evitar llevarse 13 fichas, paga 8 a cada oponente.

#### Variantes
Existen dos variantes de puntuación conocidas como Juego de Corazones Doble (o Juego de Corazones Águila):
1. Los corazones puntúan lo siguiente en fichas: As 14, Rey 13, Reina 12, Jota 11 y las demás cartas con valor nominal (por ejemplo, el nueve vale 9 fichas).
2. Los corazones puntúan lo siguiente en fichas: As 5, Rey 4, Reina 3, Jota 2 y las demás cartas con su valor nominal.

## Reglas modernas (2011)
Las siguientes reglas se basan en Arnold (2011).

### Preliminares
Pueden jugar de tres a seis, pero cuatro es lo mejor. Se utiliza una baraja estándar. Para tres jugadores, se quita el 2♣; para cinco jugadores se quitan el 2♣ y el 2♦, para seis jugadores se dejan fuera el 3♣, el 2♣, el 2♦ y el 2♠. Los jugadores roban cartas para determinar el primer repartidor; el más bajo reparte. Se reparte y se juega en el sentido de las agujas del reloj. El repartidor baraja y la mano más joven (a la derecha del repartidor) corta. A continuación, el repartidor reparte todas las cartas, individualmente y boca abajo, empezando por la mano mayor (a la izquierda del repartidor).

### Cómo jugar
La mano más vieja lleva la primera baza. Los jugadores deben seguir el palo si pueden; de lo contrario, pueden jugar cualquier carta. La baza se gana con la carta más alta del palo que se ha llevado, y el jugador ganador se lleva las cartas jugadas en la baza. El ganador también lleva la baza siguiente.

### Puntuación
Cada corazón capturado en las bazas conlleva un punto de penalización, habiendo trece puntos de penalización en total. El ganador es el jugador con la puntuación más baja después de un número acordado de manos. Alternativamente, se puede acordar una puntuación objetivo (como 80 para cuatro jugadores) y cuando el primer jugador alcanza el objetivo, el juego termina. Gana el jugador con la puntuación más baja.
Si se juega a Corazones con apuestas, se calcula la puntuación media y los que la superan pagan la diferencia a un fondo común, mientras que los que no la alcanzan sacan la diferencia.

## Variantes

### Subasta de Corazones
La variante de Subasta de Corazones aparece por primera vez en la edición de 1897 de Foster's Complete Hoyle. Es un juego para cuatro jugadores, aunque cinco o seis pueden "formar una mesa". Su característica novedosa es que, tras el reparto, los jugadores pueden pujar en secuencia para declarar el palo de penalización. La mano más vieja comienza la puja indicando el número de fichas que está dispuesta a pagar por el privilegio de nombrar el palo; los jugadores siguientes pueden pasar o pujar más alto. El que reparte va el último y sólo hay una ronda de pujas. El jugador que gana la subasta paga la puja ganadora al fondo común y lleva la primera baza.

### Black Jack
Black Jack apareció al mismo tiempo que la Black Lady, ambos como nombres alternativos al nombre más general de "Corazones de Descarte". Corazones de descarte, como su nombre indica, introdujo el concepto de descarte (también llamado pasar o intercambiar) por primera vez en Corazones. Es idéntico al juego básico de la Black Lady, pero con la J♠ como carta de penalización, que vale 10 "corazones" (es decir, puntos). Gibson lo menciona por última vez en 1974, sólo que esta vez con la misma penalización que la Black Lady de 13 puntos.

### Black Lady
La Black Lady apareció en 1909, cuando también se llamaba Corazones de Descarte, y desde entonces se ha convertido en la variante más popular en Estados Unidos, superando al propio Corazones para convertirse en un juego por derecho propio. Con frecuencia, y de forma confusa, también se le llama Corazones, sobre todo en las versiones de juegos de ordenador. Sin embargo, su característica distintiva es que la Q♠, la Black Lady, es una carta de penalización adicional que vale 13 puntos. La primera descripción del juego ya incluía la característica de descartar cartas al vecino tras el reparto. Con el tiempo, el juego ha desarrollado elaboraciones como "disparar a la luna" y pasar cartas en distintas direcciones en cada reparto.

### Black Maria
Black Maria es la variante británica de Corazones y cuenta con tres cartas de penalización adicionales: el A♠ vale 10 puntos, la K♠ vale 7 puntos y la Black Maria o Q♠ vale 13 puntos. Fue descrita por primera vez por Hubert Phillips a mediados del siglo XX. Suele incluir el pase a la derecha (no a la izquierda como en otras variantes) que se considera más desafiante porque no se conoce ninguna de las cartas del siguiente jugador. Golpear la luna es una regla opcional. Confusamente, a veces se da el nombre de Black Lady a este juego y a veces Black Lady se llama Black Maria.

### Corazones Anulados
Los Corazones Anulados fueron descritos por primera vez en 1950 por Culbertson y es una variante diseñada para un mayor número de jugadores, normalmente de 6 a 11 jugadores, utilizando dos barajas mezcladas. Si se juega exactamente la misma carta dos veces en una baza, las cartas se anulan entre sí y ninguna puede ganar la baza. Si aparecen dos parejas de este tipo en la misma baza, se anula toda la baza y las cartas pasan al ganador de la baza siguiente.

### Chasse Coeur
Una variante francesa de la segunda mitad del siglo XIX tanto en Francia como en Bélgica, en la que el objetivo es evitar llevarse las cuatro reinas así como todos los corazones. Pueden jugar de tres a seis, pero la mejor partida es para cuatro. Las reinas valen 13 puntos de penalización cada una, los corazones (excepto el ♥Q) 1 punto de penalización cada uno. Un jugador puede declarar una Générale y tratar de ganar todas las cartas de penalización; si tiene éxito, los oponentes se anotan 64 puntos de penalización cada uno; si no tiene éxito, el declarante se anota 64. Una Générale silenciosa (no anunciada) incurre en 54 puntos de penalización para cada oponente.

### Corazones de dominó
Otra variante señalada por primera vez por Foster en 1909, cuya característica clave es que se juega con una pila. Cada jugador recibe seis cartas y las restantes se colocan boca abajo sobre la mesa. Un jugador que no pueda seguir el palo, tiene que coger cartas, de una en una, de la pila hasta que pueda seguir el palo. El último jugador que tenga cartas debe coger las que queden en la pila y contarlas con sus bazas. Cada corazón que se coge supone un punto de penalización. En cuanto un jugador alcanza o supera los treinta y un puntos, la partida termina y el ganador es el jugador con menos corazones conseguidos.

### Corazones Griegos
Corazones Griegos es un nombre dado a al menos tres variantes diferentes. En la versión más antigua, que Phillips y Westall (1939) dicen que se juega mucho en Grecia, de ahí que la llamen "Corazones Griegos", la Q♠ puntúa 50 puntos de penalización, el A♥ puntúa 15, las cortes puntúan 10 y el resto de cartas del palo de corazones puntúan su valor nominal. Un jugador que se lleva todas las cartas de penalización puntúa 150, es decir, recibe 150 puntos de cada oponente. Hay "mucho más en el juego que en La resbaladiza Ana" (Black Lady). Por su parte, Culbertson (1950) lo describe como el juego de la Black Lady con tres cambios: siempre se pasan tres cartas a la derecha, la J♦ cuenta como 10 puntos más y no se puede llevar una carta de corazón a la primera baza del juego. La versión de Maguire (1990) es esencialmente Spot Hearts con pase a la izquierda y Parlett (2008) tiene un sistema de puntuación similar al original, con la Q♠ valorada en 50 puntos de penalización, el A♥ en 15, los cortes 10 cada uno, pero los corazones restantes como sólo 1 cada uno.

### Heartsette
Heartsette es otra variante muy antigua que todavía se juega. Su rasgo distintivo es una viuda. Cuando juegan cuatro, se retira el 2♠, se reparten doce cartas a cada jugador y las tres restantes se colocan boca abajo en el centro de la mesa para formar la viuda. Para otros números de jugadores, se utiliza la baraja completa, la viuda comprende tres cartas cuando juegan tres, dos cuando juegan cinco y cuatro cuando juegan seis. El jugador que gana la primera baza se lleva la viuda y los corazones que contenga. Ese jugador puede mirar estas cartas pero no puede enseñárselas a nadie. Por lo demás, el juego se desarrolla normalmente. La diferencia clave con los Corazones básicos es que el primer ganador es el único que sabe cuántos y qué corazones quedan por jugar.

### Joker de Corazones
El Joker de Corazones o Comodín de Corazones se registró en 1897. Se añaden uno o más comodines, que pueden jugarse en cualquier momento (independientemente de si es posible seguir el palo). No pueden ganar bazas ni anotar puntos de penalización.

### Corazones Ómnibus
En 1950, Culbertson informó que Corazones Ómnibus se estaba "convirtiendo rápidamente en el más popular de los juegos de Corazones" y se llamaba así porque incluía todas las características que se encuentran en diferentes miembros de la familia de Corazones y Arnold afirma que es "lo suficientemente diferente y popular" como para justificar que se describa como un juego separado." En efecto, Corazones Ómnibus es en realidad una variante de Black Lady a la que se ha añadido la carta de bonificación del 10♦ que gana 10 puntos más para el jugador que la coge en una baza. Un jugador que se lleva las quince fichas (10♦, Q♠ y trece corazones), puntúa 26 puntos más por el reparto y el resto puntúa cero (señalando que en las reglas de la Black Lady de Culbertson, lo que ahora se llama disparar a la luna hace que ningún jugador puntúe por ese reparto) Arnold (2011) afirma que Corazones Ómnibus es considerado la mejor versión de Corazones por muchos jugadores. Él se refiere a la captura de todas las cartas de conteo como "golpear la luna, tomar todo o slam". El juego termina cuando un jugador alcanza o supera los 100 puntos de penalización, tras lo cual gana el jugador con la puntuación más baja.

### Corazones de asociación
Una variante reciente que permite a los jugadores jugar en asociación. Hay tres versiones de corazones de asociación. En la primera, las parejas se sientan frente a frente y combinan sus puntuaciones, de modo que el equipo que consiga disparar a la luna hace que el otro gane 52 puntos de penalización. En la segunda, las parejas también se sientan frente a frente en la mesa, pero mantienen sus puntuaciones individuales. El jugador que dispara a la luna debe hacerlo solo. Cuando un jugador llega a 100 o más, las parejas combinan sus puntuaciones y gana el equipo con la puntuación más baja. La tercera es en realidad una variante de Corazones Ómnibus con una puja de slam. Tras el reparto, los jugadores pujan por disparar a la luna llevándose todas las bazas. El jugador que tiene el 10♦ se convierte en la pareja muda del postor ganador y combinan sus puntuaciones. Si nadie puja, la partida se juega como en el Corazones Ómnibus sin parejas.

### Spot Hearts
Spot Hearts, aparece como una variante en la primera descripción de Corazones en 1887, aunque referido como Juego de Corazones Doble o Juego de Corazones Águila, siendo nombrado por primera vez como Spot Hearts por Foster en 1897. Ambos nombres se siguieron utilizando hasta la década de 1920, cuando Spot Hearts se convirtió en el nombre estándar del juego. La diferencia clave es que ahora los corazones valen valores que van de 2 a 14, en lugar de valer 1 ficha (o punto de penalización) cada uno. Los valores reales son: A♥ a 14, K♥ a 13, Q♥ a 12, J♥ a 11 y las demás puntúan su valor nominal. Foster señala que "esto no añade nada al interés o la habilidad del juego, sino que más bien tiende a crear confusión y retraso, debido a las numerosas disputas en cuanto a la exactitud de la cuenta" Sin embargo, el juego se ha enumerado regularmente hasta el día de hoy con la Little Giant Encyclopedia (2009) dando un nombre alternativo de Chip Hearts. Las reglas modernas, sin embargo, tienden a anotar el A♥ como 1 punto de penalización en lugar de los 14 originales.

## Estrategia

### Corazones líderes al principio
Aunque parece sensato jugar primero los corazones bajos, normalmente es mejor guardarlos hasta que esté más claro, por cómo se desarrollan las cartas, a quién se los va a dar. Los corazones bajos son especialmente útiles para pasar la ventaja en las últimas bazas peligrosas. La excepción es cuando las cartas de un solo palo son altas o peligrosas, pero los corazones son relativamente bajos. En este caso, puede ser mejor deshacerse de los corazones primero.

### Vacíos
Tener un vacío es no tener cartas de un palo. Por lo general, se trata de una situación muy ventajosa, ya que impide al jugador ganar puntos en ese palo y proporciona un medio para deshacerse de las cartas pobres. Éstas pueden crearse intencionadamente con una buena estrategia de pase, o aparecer por sí solas.